# Valentino Worlitzsch

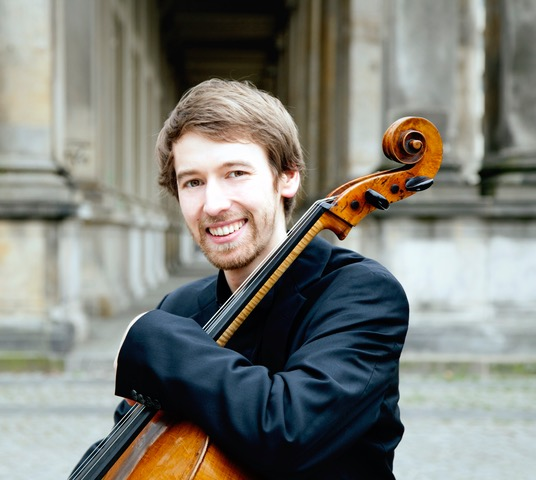
Valentino Worlitzsch, Cellist

Valentino Worlitzsch (* 15. Dezember 1989 in Hannover) ist ein deutscher Cellist, Pianist und Dirigent. Er ist Mitglied des Gewandhaus-Quartetts und Solocellist des Gewandhausorchesters.

## Leben
Valentino Worlitzsch wurde in eine Musikerfamilie geboren. Sein Vater Volker Worlitzsch war Violinist und Konzertmeister der NDR Radiophilharmonie Hannover. Seine Mutter Monika Worlitzsch ist Bratschistin. Wie ihr Mann war sie langjähriges Mitglied der NDR Radiophilharmonie Hannover.

## Ausbildung
Ersten Violoncello- und Klavierunterricht erhielt Worlitzsch mit vier Jahren. Er besuchte das Gymnasium Ernestinum Celle, mit altsprachlichem Zweig, welches er mit dem Abitur 2008 abschloss. Sein Talent wurde von der Studienstiftung des deutschen Volkes e.V., der Deutschen Stiftung Musikleben, der Oscar und Vera Ritter-Stiftung, der Yehudi Menuhin-Stiftung „Live Music Now“ und Masefield-Stipendiat der Alfred Toepfer Stiftung F.V.S. gefördert.
Parallel zu seinem Violoncello-Studium studierte Valentino Worlitzsch Klavier und Dirigieren. Mit 13 Jahren begann er sein Studium am Institut zur Frühförderung musikalisch Hochbegabter (IFF) an der Hochschule für Musik, Theater und Medien Hannover. Unterrichtet wurde er in den Hauptfächern Violoncello bei Klaus Heitz und Klavier bei Karl-Heinz Kämmerling. 2007 wurde er als Jungstudent an der Hochschule für Musik und Theater Hamburg aufgenommen. Hier studierte er Violoncello bei Bernhard Gmelin und Klavier bei Johanna Wiedenbach. Seinen Ausbildungsschwerpunkt legte er nun auf das Violoncello und ging 2011 als Erasmus-Stipendiat an das Conservatoire National Supérieur de Musique et de Danse de Paris zu Michel Strauss (Violoncello). Sein Masterstudium und das anschließende Konzertexamen führte Valentino Worlitzsch an die Hochschule für Musik Franz Liszt Weimar. Das Masterstudium absolvierte er in den Fächern Violoncello, bei Wolfgang Emanuel Schmidt, und Dirigieren, bei Nicolás Pasquet. Das Konzertexamen legte er bei Wolfgang Emanuel Schmidt ab.

## Wettbewerbe
- Preis des Deutschen Musikwettbewerbs[8], Publikumspreis und zwei weitere Sonderpreise beim Deutschen Musikwettbewerb 2016 in Bonn,[9]
- 1. Preis und 2 Sonderpreise beim Internationalen Musikwettbewerb „Pacem in Terris“, Bayreuth 2014,[10]
- 2. Preis und Publikumspreis beim Musikwettbewerb „Ton und Erklärung“ 2017 in München,[11]
- Auszeichnung als bester Teilnehmer ex aequo beim Pierre Fournier Award 2015 in London,[12]
- Semifinalist des Internationalen Musikwettbewerbs der ARD in München (2014)[13], des XV. Internationale P.I. Tschaikowski-Wettbewerb in St. Petersburg (2015)[14] sowie des Concours Musical Reine Elisabeth in Brüssel (2017)[15][16],
- Sonderpreisträger des Grand Prix Emanuel Feuermann Berlin (2014)[17],
- Dvořák-Preis beim Internationalen Leoš Janácek-Wettbewerb in Brünn (2013),
- 1. Preis des Wettbewerbs der Elise Meyer Stiftung 2010 in Hamburg,
- Eduard-Söring-Preis der Deutschen Stiftung Musikleben (2006)[18],
- Zweifacher 2. Preisträger des Internationalen Grotrian-Steinweg-Wettbewerbs für Klavier in Braunschweig (2001, 2006),
- Als Cellist und Pianist, solistisch wie kammermusikalisch mehrfacher 1. und 2. Bundespreisträger beim Wettbewerb „Jugend musiziert“.

## Instrument
Seit 2021 spielt Valentino Worlitzsch das Violoncello „ex Julius Klengel“ von Giovanni Battista Grancino aus dem Jahr 1708. Zuvor spielte er von 2015 bis 2020 ein Violoncello von Grancino, welches ihm als Preisträger des 23. Wettbewerbs des Deutschen Musikinstrumentenfonds von der Deutschen Stiftung Musikleben zur Verfügung gestellt wurde.

## Künstlerische Tätigkeiten
Als Solist trat Valentino Worlitzsch mit der Amsterdam Sinfonietta, dem Beethoven Orchester Bonn, den Düsseldorfer Symphonikern, dem hr-Sinfonieorchester, dem Münchener Kammerorchester, dem Münchner Rundfunkorchester und dem Orchestre Royal de Chambre de Wallonie auf und konzertierte in der Philharmonie Berlin, der Elbphilharmonie Hamburg, der Wigmore Hall in London und der Philharmonie St. Petersburg. Zu seinen Kammermusikpartnern zählen Elisabeth Brauß, Nils Mönkemeyer, Christopher Park, Natalia Prischepenko, Wolfgang E. Schmidt und William Youn. Seit November 2021 ist Valentino Worlitzsch Mitglied des Gewandhaus-Quartetts.
Er war Gast bei Festivals wie dem Schleswig-Holstein Musik Festival, den Festspielen Mecklenburg-Vorpommern oder dem Rheingau Musik Festival.

## Orchester
Von 2018 bis 2020 war Valentino Worlitzsch 1. Solocellist des hr-Sinfonieorchesters in Frankfurt am Main. Seit 2020 hat er dieselbe Position beim Gewandhausorchester Leipzig inne.

## Lehrtätigkeiten
An der Hochschule für Musik Franz Liszt Weimar ist Valentino Worlitzsch seit dem Wintersemester 2015/16 Assistent von Wolfgang Emanuel Schmidt und zudem seit dem Wintersemester 2018/19 Lehrbeauftragter für Orchesterstudien Violoncello / Probespiele. Zusätzlich ist er seit dem Wintersemester 2021/22 Lehrbeauftragter für Violoncello und Orchesterstudien an der Hochschule für Musik und Theater Felix Mendelssohn Bartholdy Leipzig.

## Diskografie
2017 bei Genuin erschien „Valentino Worlitzsch, Cello“, Werke von Ludwig van Beethoven, Eugène Ysaÿe, Robert Schumann und Benjamin Britten (mit Elisabeth Brauß, Klavier).